# Stafelter-Tunnel
Der Stafelter-Tunnel (luxemburgisch Tunnel Stafelter) ist der südlichste Straßentunnel im Verlauf der luxemburgischen Autoroute 7 (Nordstrooss). Er wurde 2015 in Betrieb genommen.

## Lage
Der Tunnel Stafelter verläuft vollständig auf dem Gebiet der Gemeinde Niederanven zwischen dem großen Waldgebiet 'Gréngewald' im Süden und dem nördlichen Tunnelportal auf dem 'Plateau du Heeschdrëferbierg'.
Mit einer Länge von 1.850 Metern ist er nach dem Grouft-Tunnel und dem Gousselerbierg-Tunnel der drittlängste Tunnel der Autoroute 7 in Luxemburg.
Im Tunnel Stafelter gilt durchgängig eine Geschwindigkeitsbegrenzung von 90 km/h, die mittlerweile durch ein Streckenradar und somit flächendeckend überwacht wird.

## Bau und Kosten
Am 1. September 2008 wurden die Vorarbeiten am Tunnel begonnen; die eigentlichen Erdarbeiten hingegen erst am 18. März 2009.
Im Tunnel befinden sich verschiedene Sicherheitseinrichtungen im Abstand von jeweils
- 90 m Nothaltebuchen
- 270 m Notfallstollen mit Schutzräumen. Vier dieser Stollen bieten Fußgängern eine Fluchtmöglichkeiten in die jeweils andere Tunnelröhre, zwei sind für die Durchfahrt von Rettungsfahrzeugen in die zweite Röhre konzipiert.

Die Ausrüstung des Tunnels mit den erforderlichen Sicherheitseinrichtungen und die Durchführung aller notwendigen Tests für den späteren Tagesbetrieb nahm dann noch etliche Zeit in Anspruch, so dass der die Freigabe des Tunnels für den regulären Verkehr erst am 23. September 2015 erfolgen konnte.
Insgesamt hat die luxemburgische Straßenbauverwaltung Administration des Ponts et Chaussées eine Summe von 101.435.233,80 EUR für den Bau des Tunnels ausgeben müssen.